# Hans Larwin
Hans Larwin (6 de dezembro de 1873 - 17 de novembro de 1938) foi um pintor e acadêmico vienense.

## Vida
Larwin era filho do encadernador Johann Larwin e sua esposa Karoline (nascida Veihinger). Ele frequentou a Kunstgewerbeschule (escola austríaca de artes vocacionais) em Viena e estudou a partir de 1889 na Academia de Belas Artes. Ele estudou com artistas como Christian Griepenkerl em 1891, a partir de 1893 com August Eisenmenger e a partir de 1894 com Kazimierz Pochwalski.
Por volta de 1900, Larwin realizou várias viagens de estudo a Roma, Munique, Paris e Holanda. Em 1902 tornou-se membro da galeria Vienna Künstlerhaus, onde realizou as suas primeiras exposições. Foi também membro da associação de artistas "Alte Welt". Durante a Primeira Guerra Mundial, ele se envolveu como pintor de guerra oficial em várias frentes para a monarquia dual austro-húngara.
Após uma estada em Chicago (1922–24), Larwin viveu entre 1925 e 1927 na Eslováquia, Hungria e Iugoslávia. Em 1927 ele retornou a Viena, onde se tornou professor e diretor da escola geral de pintura da Academia de Belas Artes de Viena em 1930. Também lecionou no Höhere Graphische Bundes-Lehr- und Versuchsanstalt (Instituto Superior Gráfico Federal de Ensino e Pesquisa).
Seus patronos eram Jenny Mautner (1856–1938) e seu marido, Isidor Mautner (1852–1930), proprietários da Fábrica Textil de Marienthal desde 1925.

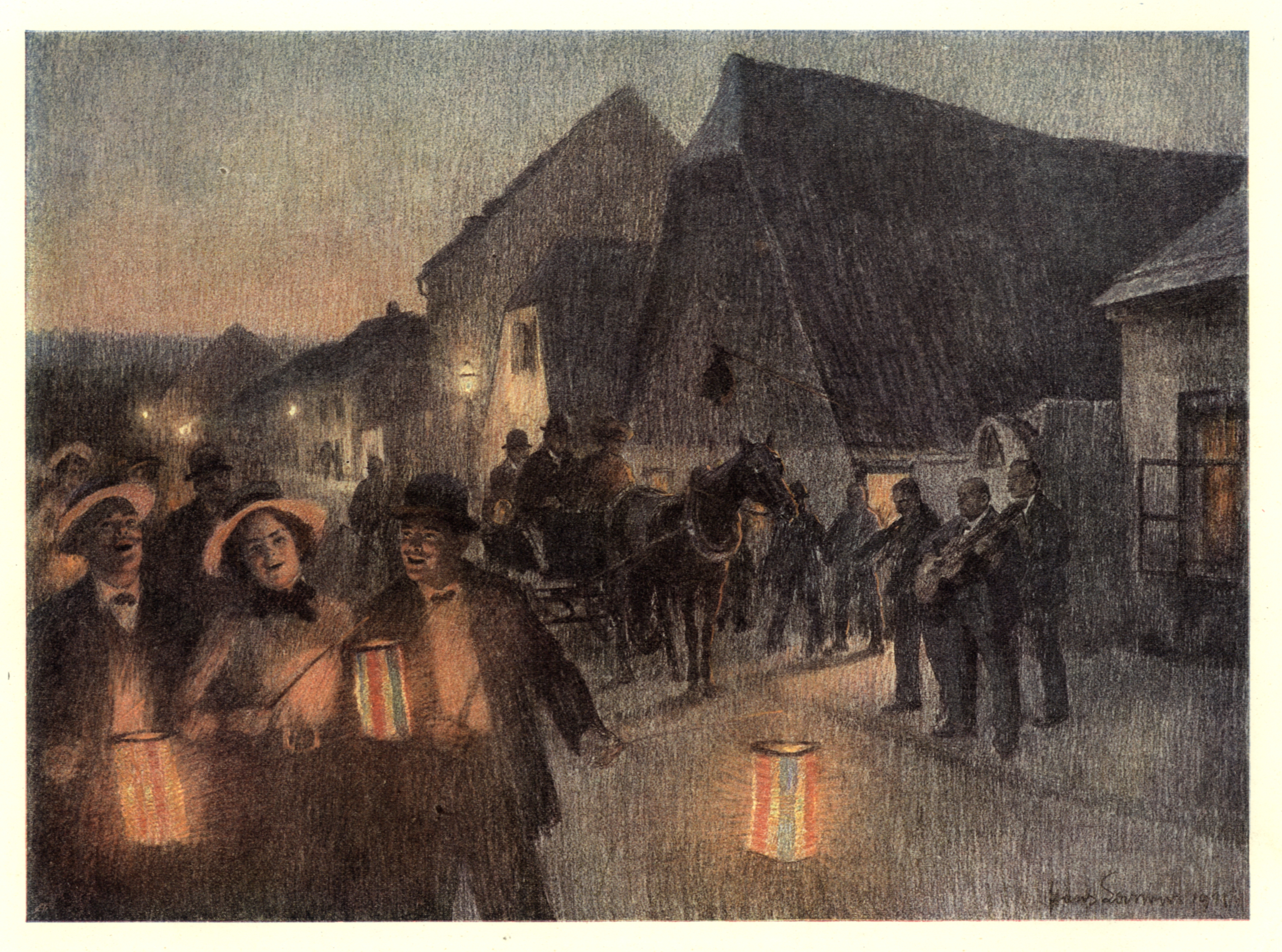
Domingo à noite em Neustift am Walde - Sonntagabend in Neustift am Walde, antes de 1908.

Seu túmulo está localizado no Cemitério Central de Viena.

## Prêmios
Ao longo de sua carreira recebeu diversos prêmios.
- 1898: Rompreis (bolsa de viagem estadual)
- 1907: Medalha Estadual de Ouro Pequena; por sua pintura a óleo Branntweiner (Conhaque)
- 1908: Prêmio Imperial; por sua pintura a óleo Sonntagabend em Neustift (Domingo à noite em Neustift)
- 1910: Medalha Arquiduque Carl Ludwig; por sua pintura a óleo Beim Heurigen (Em Heurigen)
- 1913: Grande Medalha Golden State; por sua pintura a óleo Wiener Stadtratssitzung sob Lueger (Reunião do Conselho Municipal de Viena sob Lueger)
- 1914: Friedrich Dobner do Prêmio Dobenau; por sua pintura a óleo
- Nach der Assanierung em Erdberg (Após o saneamento em Erdberg)
- 1915: Prêmio da Cidade de Viena
- 1926: Prêmio do Estado
- 1927: Prêmio Reichel
- 1953: Larwingasse no 22º distrito municipal de Donaustadt foi batizado em sua homenagem

## Obras

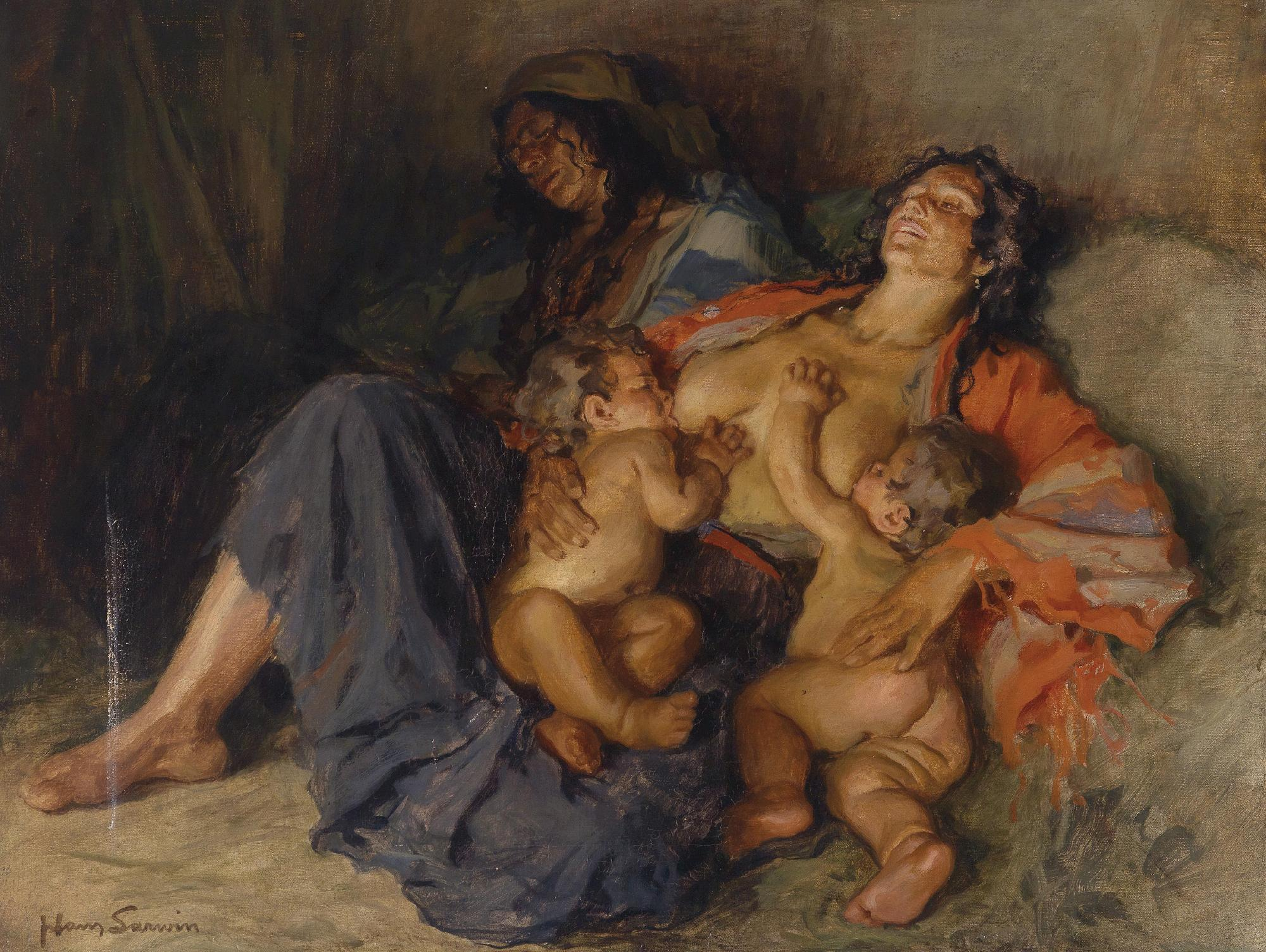
Cigana com seus dois filhos - Zigeunerinnen mit ihren zwei Kindern, década de 1920.

Hans Larwin era conhecido principalmente como um pintor de gênero dos subúrbios vienenses e cenas da vida nacional vienense, mas também criou retratos. Suas técnicas favoritas eram pintura a óleo e pastel, bem como desenho.
- Brantweiner, 1907.
- Sitzung des Wiener Stadtrats unter Lueger, 1907, Museu de Viena.
- Beim Heurigen, 1910.
- Illustrationen für den ersten Band der bekannten Kremser-Alben, 1911.
- Nach der Assanierung em Erdberg, 1914.
- Soldat und Tod, 1917, Museu de História Militar de Viena.
- Zigeunerin mit Zwillingen, década de 1920, Art Institute of Chicago (?).